# Alison (football, 1982)
Pour les articles homonymes, voir Alison.
Alison Barros Moraes, plus communément appelé Alison est un footballeur brésilien né le 30 juin 1982.